# Jeleznogorsk (kraï de Krasnoïarsk)
Pour les articles homonymes, voir Jeleznogorsk.
Jeleznogorsk (en russe : Железногорск ; en anglais : Zheleznogorsk) est une ville fermée du kraï de Krasnoïarsk, en Russie. Sa population s'élevait à 84 943 habitants en 2013.

## Géographie
Jeleznogorsk est située dans le sud de la Sibérie, à 37 km au nord-est de Krasnoïarsk.

## Histoire
En 1950, la construction de la ville secrète de Jeleznogorsk (sous l'appellation Krasnoïarsk-26) est réalisée pour abriter les activités de fabrication des têtes nucléaires des missiles intercontinentaux. La construction de la ville va mobiliser 65 000 prisonniers du Goulag. Les usines et laboratoires se trouvent dans des installations souterraines à l'abri des attaques nucléaires. Trois réacteurs fournissent le plutonium.
La ville n'est plus secrète depuis 1992.
Au début du XXIe siècle, il ne reste plus qu'un réacteur en fonctionnement. Le Combinat minier et chimique de Krasnoïarsk (en russe : Красноярский горно-химический комбинат, Krasnoïarski gorno-khimitcheski kombinat) traite les déchets nucléaires de toutes les centrales russes. Un deuxième complexe industriel fabrique la majorité des satellites russes.

## Population
Recensements (*) ou estimations de la population
| 1979*  | 1992   | 2002*  | 2010*  | 2012   | 2013   |
| ------ | ------ | ------ | ------ | ------ | ------ |
| 86 200 | 97 500 | 93 875 | 84 795 | 84 686 | 84 943 |